# الكسندرا يدون
الكسندرا يدون (بالإنجليزية: Alexandra Lydon)‏ هي ممثلة أمريكية بدأت مسيرتها الفنية عام 2003.

## وصلات خارجية
- الكسندرا يدون على موقع IMDb (الإنجليزية)
- الكسندرا يدون على موقع قاعدة بيانات الفيلم (الإنجليزية)